# Reinholds Ragwurz
Reinholds Ragwurz (Ophrys reinholdii) ist eine Pflanzenart aus der Gattung der Ragwurzen (Ophrys) in der Familie der Orchideen (Orchidaceae).

## Beschreibung

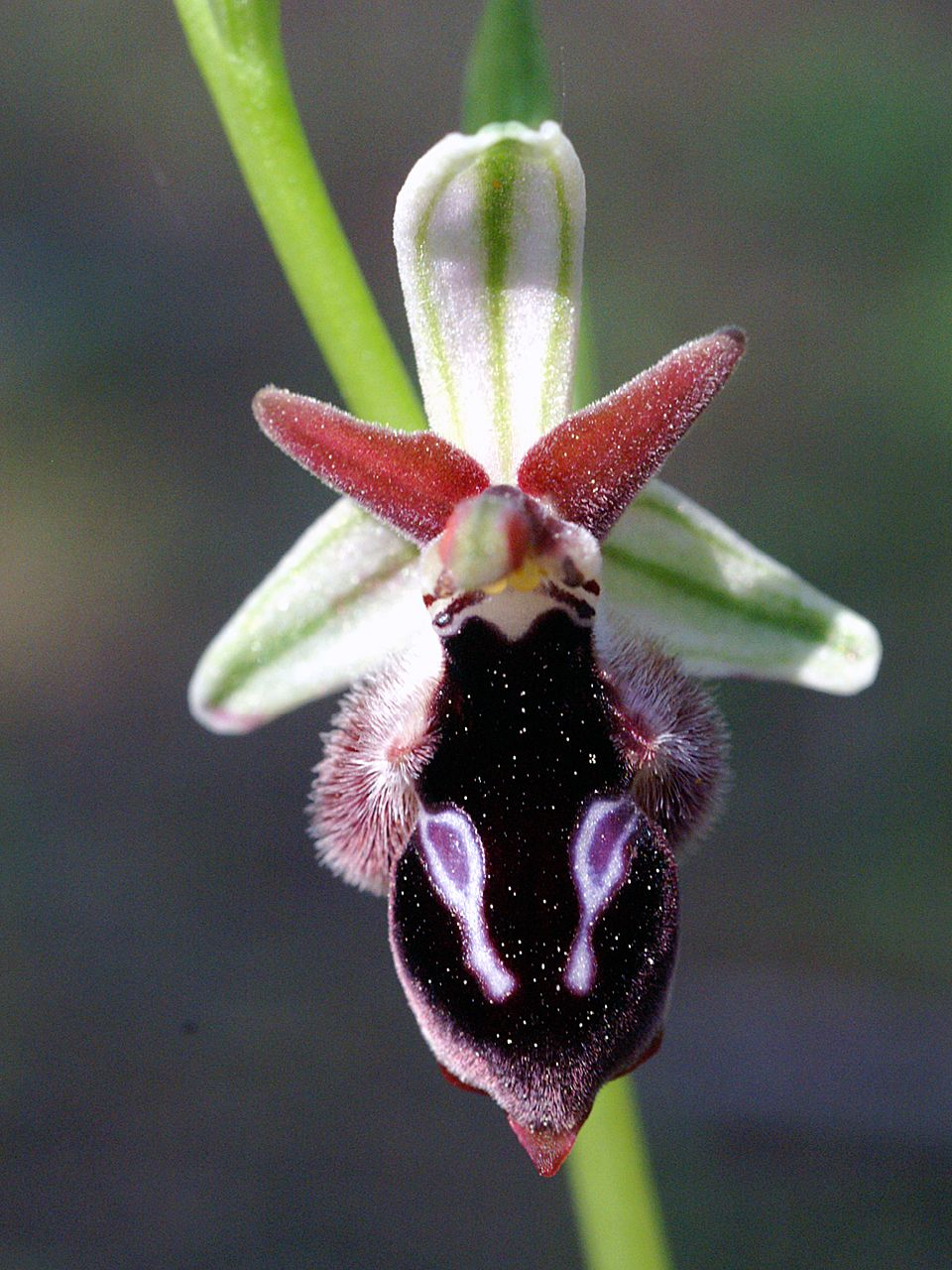
Blüte von Reinholds Ragwurz (Ophry reinholdii)

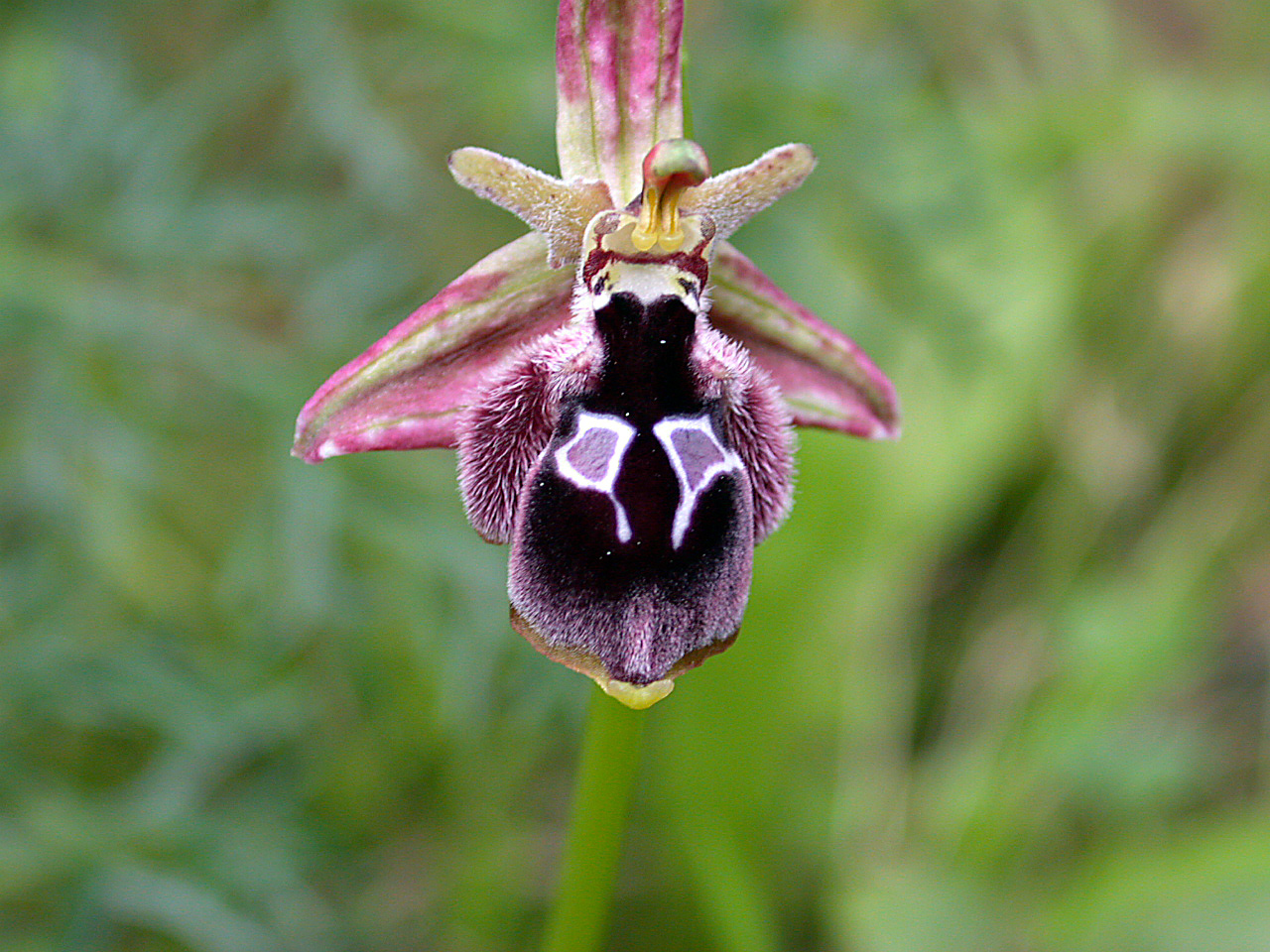
Blüte

Diese mehrjährige krautige Pflanze besitzt zwei ellipsoide bis kugelige Knollen als Überdauerungsorgane. Sie erreicht Wuchshöhen von 20 bis 60 Zentimeter. Am Grund des Stängels befinden sich ein bis zwei Schuppenblätter. Drei bis sechs Laubblätter sind in einer Grundrosette zusammengefasst, und ein bis zwei scheidige Blätter findet man weiter oben am Stängel. Der etwa 25 cm lange, lockere Blütenstand enthält zwei bis zehn Blüten. Die eiförmigen bis lanzettlichen Kelchblätter erscheinen rosa bis rot, selten auch weißlich oder grün. Die behaarten Kronblätter sind (bräunlich-)rosa bis dunkelgrün, selten auch grünlich gefärbt. Die tief dreilappige Lippe erscheint hingegen schwarz- bis dunkelbraunpurpurn. Davon scharf abgesetzt ist eine helle Zeichnung auf dem mittleren Lappen, die nicht bis zur Basis der Lippe reicht. Die Seitenlappen der Lippe sind dicht mit hellen Haaren besetzt. Die Säule verjüngt sich zur Basis hin nicht, sie besitzt an der Basis keine augenähnlichen Verdickungen.

## Verbreitung
Ophrys reinholdii ist vom südwestlichen Balkan über Griechenland und die Ägäischen Inseln bis in die Türkei, den Irak und Iran verbreitet. Sie findet sich auf Magerrasen, Garriguen, lichten Wäldern und Macchien mit mäßig trockenen kalk- oder sandsteinhaltigen Böden. Die Standorte reichen von vollsonnig bis halbschattig.

## Bestäubung
Als Bestäuber wurden bei Ophrys reinholdii Bienen aus der Gattung Eupalovskia beobachtet.

## Systematik und botanische Geschichte
Als Erstbeschreibung der Art wird vielfach die Publikation Hans Fleischmann von 1908 in Oesterreichische botanische Zeitschrift Band 57 Seite 5 angegeben, während der IPNI eine frühere, auf 1882 datierende Publikation Pierre Edmond Boissiers, angibt. Die Art ist sehr vielgestaltig und wird teilweise in verschiedene Unterarten oder sogar selbstständige Arten unterteilt. Buttler sowie Pedersen und Faurholdt unterscheiden neben Ophrys reinholdii subsp. reinholdii noch Ophrys reinholdii subsp. straussii, Govaerts listet als dritte Unterart Ophrys reinholdii subsp. antiochiana auf.

### Reinholds Ragwurz (Ophrys reinholdiisubsp.reinholdii)
Der Stängel dieser Unterart wächst 15 bis 30, selten auch 50 cm hoch. Der Blütenstand umfasst 2 bis 10 Blüten. Diese von März bis Mai mit einem Höhepunkt im April blühende Unterart findet man bis zu einer Höhe von 1300 Meter. Das Verbreitungsgebiet erstreckt sich vom Süden Albaniens über fast ganz Griechenland, die Ionischen und Ägäischen Inseln bis in den Südwesten der Türkei. Ein vereinzeltes Vorkommen soll im Südosten Bulgariens existieren.

### Strauss-Ragwurz (Ophrys reinholdiisubsp.straussii)
Der Stängel dieser Unterart (Ophrys reinholdii subsp. straussii (H.Fleischm. & Bornm.) E.Nelson) wächst 30 bis 60 cm hoch, und der Blütenstand umfasst 5 bis 8 Blüten, diese sind kleiner als bei der vorigen Unterart und blühen etwas später auf. Sie kommt in einer Meereshöhe zwischen 200 und 2100 Meter vor. Das Verbreitungsgebiet erstreckt sich über den Süden Anatoliens, Zypern, den Irak und den Iran. Pflanzen von Rhodos und Chios gehören nach Pedersen und Faurholdt zur subsp. reinholdii. Das Epitheton „straussii“ ehrt Franz Theodor Strauss (1859–1911), einen deutschen Kaufmann, Botaniker und Pflanzenmaler, der viele Pflanzen in Vorderasien gesammelt hat und der 1881–1922  Vizekonsul für England in Persien (Iran) war.

### Antiochenische Ragwurz (Ophrys reinholdiisubsp.antiochiana)
Von Helmut Baumann und Siegfried Künkele wurde diese Ragwurz 1986 als Ophrys antiochiana in Mitteilungsblatt, Arbeitskreis Heimische Orchideen Baden-Württemberg Band 18, Teil 3, Seite 527 beschrieben und 2005 von Baumann und Richard Lorenz als Unterart Ophrys reinholdii subsp. antiochiana zu Ophrys reinholdii in Journal Europäischer Orchideen Band 37, Teil 2, Seite 728 gestellt. Die Pflanzen stammen aus Syrien und der angrenzenden türkischen Provinz Hatay. Sie gedeihen dort in Höhenlagen zwischen 500 und 900 Metern Meereshöhe.